# Ugo Napoleone Giuseppe Broggi
Ugo Napoleone Giuseppe Broggi (Como, 29 dicembre 1880 – Milano, 23 novembre 1965) è stato un matematico italiano.

## Biografia
Nel 1906 scrisse  "Matematica attuariale" che fu tradotto in francese e in tedesco. 
Nel 1907 conseguì il dottorato presso la Georg August Universität di Gottinga con una tesi intitolata "Die Axiome der Wahrscheinlichkeitsrechnung", avendo come relatore David Hilbert. Nello stesso anno ottenne il dottorato in filosofia.
In seguito Brogi si trasferì in Argentina dove insegnò matematica nelle Università di Buenos Aires e di La Plata.
Ugo Broggi fu uno dei fondatori della matematica moderna e di statistica, diede anche vari contributi in matematica economica. 
Fu collaboratore del Giornale degli economisti per un ventennio e anche di altre pubblicazioni tra cui il Bollettino dell'associazione degli attuari italiani e i Rendiconti del Circolo Matematico di Palermo.

## Opere
- Matematica attuariale - Teoria statistica della mortalità. Matematica delle assicurazioni sulla vita, Hoepli, Milano, 1906
- Die Axiome der Wahrscheinlichkeitsrechnung, Inaugural-Dissertation zur Erlangung der Doktorwürde der hohen philosophischen Fakultät der Georg-Augusts-Universität zu Göttingen vorgelegt von Ugo Broggi, Göttingen, Druck der Dieterichschen Universitäts-Buchdruckerei, 1907
- Sur le principe de la moyenne arithmetique, Paris, Gauthier Villars, 1909
- Versicherungsmathematik: deutsche Ausgab, Leipzig Druck und Verlag, 1911
- Analisis matematico: vol. I - Las nociones fundamentales, La Plata, 1919
- Analisis matematico: vol. II - Teorias generales, funciones de mas de una variable, La Plata, 1927